# Serramazzoni
Serramazzoni es un municipio situado en el territorio de la provincia de Módena, en Emilia-Romaña (Italia).

## Demografía
| Gráfica de evolución demográfica de Serramazzoni entre 1861 y 2001 |
|                                                                    |
| Fuente ISTAT - elaboración gráfica de Wikipedia                    |